# Famiglia Adeona
La famiglia di asteroidi Adeona è una famiglia di asteroidi della fascia principale del sistema solare caratterizzati da parametri orbitali simili; deve il suo nome all'oggetto principale che vi appartiene, l'asteroide Adeona, appunto. Si ritiene solitamente che i corpi appartenenti ad una medesima famiglia asteroidale condividano un'origine comune.

## Prospetto
Segue un prospetto dei principali asteroidi appartenenti alla famiglia.
| Nome | Nome   | Diametro medio | Semiasse maggiore | Inclinazione orbitale | Eccentricità | Scoperta |
| ---- | ------ | -------------- | ----------------- | --------------------- | ------------ | -------- |
| 145  | Adeona | 151,1 km       | 2,673 UA          | 12,63°                | 0,143        | 1875     |
| 166  | Rodope | 59,9 km        | 2,685 UA          | 12,01°                | 0,213        | 1876     |
| 997  | Priska | 23,0 km        | 2,672 UA          | 10,485°               | 0,180        | 1923     |